# Кубок Ісландії з футболу 2019
Кубок Ісландії з футболу 2019 — 60-й розіграш кубкового футбольного турніру в Ісландії. Титул вдруге здобув Вікінгур (Рейк'явік).

## Календар
| Раунд        | Дата                      | Матчі | Клуби   |
| ------------ | ------------------------- | ----- | ------- |
| Перший раунд | 10-14 квітня 2019         | 29    | 81 → 52 |
| Другий раунд | 13-24 квітня 2019         | 20    | 52 → 32 |
| 1/16 фіналу  | 28 квітня - 1 травня 2019 | 16    | 32 → 16 |
| 1/8 фіналу   | 28-30 травня 2019         | 8     | 16 → 8  |
| 1/4 фіналу   | 26-27 червня 2019         | 4     | 8 → 4   |
| 1/2 фіналу   | 14-15 серпня 2019         | 2     | 4 → 2   |
| Фінал        | 14 вересня 2019           | 1     | 2 → 1   |

## Регламент
У перших двох раундах брали участь команди з нижчих дивізіонів та аматори. Клуби Урвалсдейлду стартували з 1/16 фіналу.

## 1/8 фіналу
| Команда 1            | Рахунок      | Команда 2   |
| -------------------- | ------------ | ----------- |
| 28 травня 2019       |              |             |
| Вікінгур (Рейк'явік) | 1:1 пен. 5:4 | Акурейрі    |
| Гріндавік            | 3:1          | Вестрі (3)  |
| Кеплавік (2)         | 0:1 дч       | Нярдвік (2) |
| 29 травня 2019       |              |             |
| Вестманнаейя         | 2:0          | Фйолнір (2) |
| 30 травня 2019       |              |             |
| Вольсунгур (3)       | 0:2          | КР          |
| Гапнарфйордур        | 2:1          | Акранес     |
| Троттур (2)          | 1:3          | Фількір     |
| Брєйдаблік           | 3:1          | Коупавогур  |

## 1/4 фіналу
| Команда 1      | Рахунок | Команда 2            |
| -------------- | ------- | -------------------- |
| 26 червня 2019 |         |                      |
| Вестманнаейя   | 2:3     | Вікінгур (Рейк'явік) |
| 27 червня 2019 |         |                      |
| Гапнарфйордур  | 7:1     | Гріндавік            |
| Брєйдаблік     | 4:2 дч  | Фількір              |
| КР             | 3:0     | Нярдвік (2)          |

## 1/2 фіналу
| Команда 1            | Рахунок | Команда 2  |
| -------------------- | ------- | ---------- |
| 14 серпня 2019       |         |            |
| Гапнарфйордур        | 3:1     | КР         |
| 15 серпня 2019       |         |            |
| Вікінгур (Рейк'явік) | 3:1     | Брєйдаблік |

## Фінал
| 14 вересня 2019 20:00 (EEST) |

| Вікінгур (Рейк'явік) | 1:0      | Гапнарфйордур |
| -------------------- | -------- | ------------- |
| Карлссон 57' (пен.)  | Протокол |               |

| Лаугардалсволлур, Рейк'явік Глядачів: 4 257 Арбітр: Петур Гудмндссон |